# Trimix
Il trimix è una miscela respiratoria usata da alcuni subacquei per le immersioni più impegnative, la si può utilizzare già a partire dai 40 metri ma solitamente viene utilizzato oltre 60 metri, oppure quando si oltrepassano i normali tempi di fondo dati dalle tabelle decompressive ad aria.

## Impiego
Lo scopo essenziale delle miscele è di ridurre o eliminare gli effetti tossici che ossigeno e azoto scatenano con l'aumentare della pressione in modo da poter svolgere immersioni ad alte profondità senza incorrere in problemi di iperossia o tossicità dell'ossigeno, e di mantenere una narcosi da azoto come se ci si trovasse a 30 metri di profondità.
L'elio, essendo un gas più leggero e inerte, entra in soluzione nei tessuti presenti nel nostro corpo più velocemente, ma allo stesso tempo fuoriesce dai tessuti con altrettanta velocità.

## Composizione
La miscela è composta da ossigeno, elio e azoto. 
La quantità di ossigeno all'interno della miscela non deve avere una pressione parziale superiore ai 160 kPa. L'ossigeno puro può essere utilizzato alla massima profondità di 6 metri. Oltre tale profondità l'ossigeno è tossico per il sistema nervoso centrale. Seguendo questi parametri, si può dire che oltre i 66 metri con la comune aria (che ha una concentrazione di ossigeno del 21%) si supera la pressione parziale di 160 kPa.
L'azoto è un gas pesante, e dopo la profondità di 30 metri (400 kPa) diventa narcotico poiché entra in soluzione negli strati lipidici che compongono i neuroni e interferisce con i normali segnali, dando un senso di ubriachezza. Più aumenta la pressione più questo effetto diventa forte. 
La presenza di elio nella miscela diminuisce la quantità dei gas che sono contenuti nella aria che respiriamo in superficie. Perciò la minor quantità di azoto, significa un minor effetto narcotico, quindi più lucidità durante le immersioni profonde. Se usato in miscela con il solo ossigeno (Heliox) l'elio però presenta dei problemi rilevanti soprattutto superati i 150 metri di profondità. Poiché se la velocità di discesa superasse i 30 metri al minuto si potrebbe incorrere in quella che viene chiamata HPNS (High pressure nervous syndrome). Per questo ed altri motivi di sicurezza la miscela Heliox è utilizzata sotto stretto monitoraggio della composizione del gas nel diving di saturazione, che prevede lunghissimi tempi di decompressione in atmosfera controllata.

### Composizione percentuale
Le percentuali dei gas nella miscela sono variabili in funzione di vari parametri, vengono decise dal subacqueo stesso in base alle caratteristiche di durata dell'immersione, della profondità massima, della pressione parziale dell'ossigeno e dell'azoto e ad altri parametri che il subacqueo stesso deve decidere, come il livello di narcosi d'azoto.

### Nomenclatura
Possiamo definire due tipi di miscele Trimix:
- Normossico: in cui la percentuale di ossigeno è compresa tra il 18% ed il 21%;
- Ipossico: in cui la percentuale di ossigeno è inferiore al 18%.

le miscele vengono caratterizzate indicando le percentuali di Ossigeno ed elio: un trimix 20/25 ad esempio definisce una miscela composta dal 20% di O2 e dal 25% di He, e dalla restante parte (55%) di azoto.

## Heliair
L'heliair è una miscela ternaria ipossica, simile al trimix per i suoi componenti (elio, ossigeno e azoto). Usato nella subacquea tecnica, è di facile produzione, perché formata da elio con un'aggiunta di semplice aria.  Chiamato anche "il trimix dei poveri", veniva usato dai vecchi corallari per raggiungere elevate profondità.

## Pianificazione
Le immersioni con questo tipo di miscele devono essere assolutamente ben pianificate. 
Riguardo alle tappe decompressive, il trimix impone le prime tappe a profondità molto superiori rispetto alle tabelle di decompressione ad aria o nitrox.
Oggi vengono usati software che a seconda dei parametri inseriti calcolano le quantità dei gas componenti la miscela e le relative soste di decompressione da effettuare durante la risalita con i conseguenti gas decompressivi da usare, indispensabili in questo genere di immersioni.

### Scelta delle miscele
Quando a causa della profondità l'ossigeno diventa tossico (normalmente viene considerata una soglia fra 1,4 Pa e 1,6 Pa) si è costretti ad utilizzare miscele ipossiche. Risalendo, la pressione parziale dell'ossigeno con l'uso di miscele ipossiche, potrebbe scendere al di sotto dei livelli minimi tollerabili, quindi è indispensabile utilizzare miscele differenziate: miscele di viaggio per il percorso di discesa e risalita e miscele di fondo. Inoltre, per facilitare la decompressione, spesso si utilizza una terza miscela, detta decompressiva, con un alto tenore di ossigeno (sempre rispettando le soglie indicate). La diminuzione degli altri due gas nella miscela respirata ne facilita la cessione da parte dei tessuti dell'organismo.